# Михайлова, Екатерина Львовна
Екатерина Львовна Михайлова (род. 22 сентября 1964, Москва) — российский режиссёр-мультипликатор, художник-постановщик, сценарист, аниматор. 

## Биография
Екатерина Михайлова родилась 22 сентября 1964 года в Москве.
Екатерина Михайлова окончила 1-ю Детскую художественную школу и художественный факультет ВГИКа в 1989 году, отделение мультипликации, мастерская Вадима Курчевского. С 1989 работала в кукольном объединении «Союзмультфильма» художником-постановщиком (преимущественно с режиссёром Владимиром Данилевичем). В 1993 году дебютировала как режиссёр. С 2002 – на киновидеостудии «Анимос». Работает с художником-постановщиком Ниной Виноградовой.

## Фильмография

### Режиссёр
- 1993 — Осенняя встреча
- 1997 — Ночь перед Рождеством
- 2000 — Три сестры, которые упали в гору
- 2003 — Гостинец от крёстной
- 2005 — Капитанская дочка
- 2006 — Крошечка Хаврошечка
- 2012 — Возвращение Буратино

### Художник-постановщик
- 1989 — Пришелец в капусте
- 1990 — Крылатый, мохнатый, масляный
- 1990 — Пришелец Ванюша
- 1990 — Коллаж
- 1991 — Ванюша и космический пират
- 1993 — Ванюша и великан
- 1993 — Осенняя встреча

### Документальное кино
2014 — Документальный цикл «Возвращение легенды» :
- 1 серия «Анимация на коленках».[1]

## Награды
- 2001 — VI Открытый Российский Фестиваль анимационного кино в Тарусе : Приз жюри за лучший фильм для детей создателям фильма «Три сестры, которые упали в гору».[2]
- 2004 — IX Международный фестиваль детского анимационного кино «Золотая рыбка» : Специальный приз жюри «За лучший кукольный фильм» — «Гостинец от крёстной».[3]
- 2006 — XI Международный фестиваль детского анимационного кино «Золотая рыбка» : официальный приз фестиваля «Лучший профессиональный фильм» — «Капитанская дочка».[4]
- 2006 — XV Международный кинофорум «Золотой витязь» : главный приз — «Капитанская дочка».[5]
- 2007 — Премия «Золотой орёл» за лучший анимационный фильм (2006)[6]
- 2007 — II Международный кинофестиваль семейных и детских фильмов «Верное сердце» : специальный диплом жюри «За убедительность сказочного мира» — «Крошечка Хаврошечка» Екатерины Михайловой.[7]
- 2014 — XIX Открытый Российский Фестиваль анимационного кино в Суздале : Приз жюри «За лучшую драматургию» — «Возвращение Буратино».[8]